# Exalphus spilonotus
Exalphus spilonotus is een keversoort uit de familie van de boktorren (Cerambycidae). De wetenschappelijke naam van de soort werd voor het eerst geldig gepubliceerd in 2001 door Restello, Iannuzzi & Marinoni.